# Gottlieb Wüthrich
Gottlieb Wüthrich (* 16. April 1879 in Münchenbuchsee; † 16. Dezember 1946 in London) war ein Schweizer Elektroingenieur, Direktor der Londoner Niederlassung der Maschinenfabrik Oerlikon sowie Kunst- und Münzsammler.
Gottlieb Wüthrich kam als Sohn eines Stationsvorstands der schweizerischen Bundesbahnen zur Welt. Er absolvierte eine Ausbildung zum Elektroingenieur am Technikum Burgdorf und war dann ab 1898 für die Maschinenfabrik Oerlikon tätig. Seit 1899 arbeitete er in der Tochterfirma in London, seit 1921 als deren Direktor. Er sammelte alte Schweizer Münzen, die er als Geschichtsquellen erkannt hatte, Keltische Münzen sowie Schweizer Wappenscheiben und Drucke von Matthias Apiarius. Seine Wappenscheibensammlung wurde sofort nach seinem Tode verkauft, die numismatische Sammlung Gottlieb Wüthrich wurde 1971 und 1984 versteigert. Die Graphiken des Apiarius erhielt das Schweizer Gutenbergmuseum als Depositum.
Ferner sammelte er Werke von Schweizer Künstlern, so etwa von Angelika Kauffmann.

## Porträt
- Einseitige Bronzegussmedaille, 113 mm, Medailleur: Emil Wiederkehr. Vorderseite: IN MEMORIAM GOTTLIEB WÜTHRICH / 1879 - 1946. Bärtige Büste mit Kleideransatz nach rechts

## Veröffentlichungen
- Celtic Numismatics in Switzerland. In: Numismatic Chronicle 6. Serie 5, 1945, S. 1–33.

## Weblink
- Martin Lory: Gottlieb Wüthrich. In: Historisches Lexikon der Schweiz.

| Personendaten    | Personendaten                                      |
| ---------------- | -------------------------------------------------- |
| NAME             | Wüthrich, Gottlieb                                 |
| KURZBESCHREIBUNG | Schweizer Elektroingenieur, Kunst- und Münzsammler |
| GEBURTSDATUM     | 16. April 1879                                     |
| GEBURTSORT       | Münchenbuchsee                                     |
| STERBEDATUM      | 16. Dezember 1946                                  |
| STERBEORT        | London                                             |